# ダイハツ・チェリア
チェリア（Ceria）は、かつてダイハツ工業が製造・販売していたハッチバック型乗用車である。

## 概要
2000年にダイハツ・ミラの3代目ベースとしてインドネシアで販売開始。2006年に販売終了。

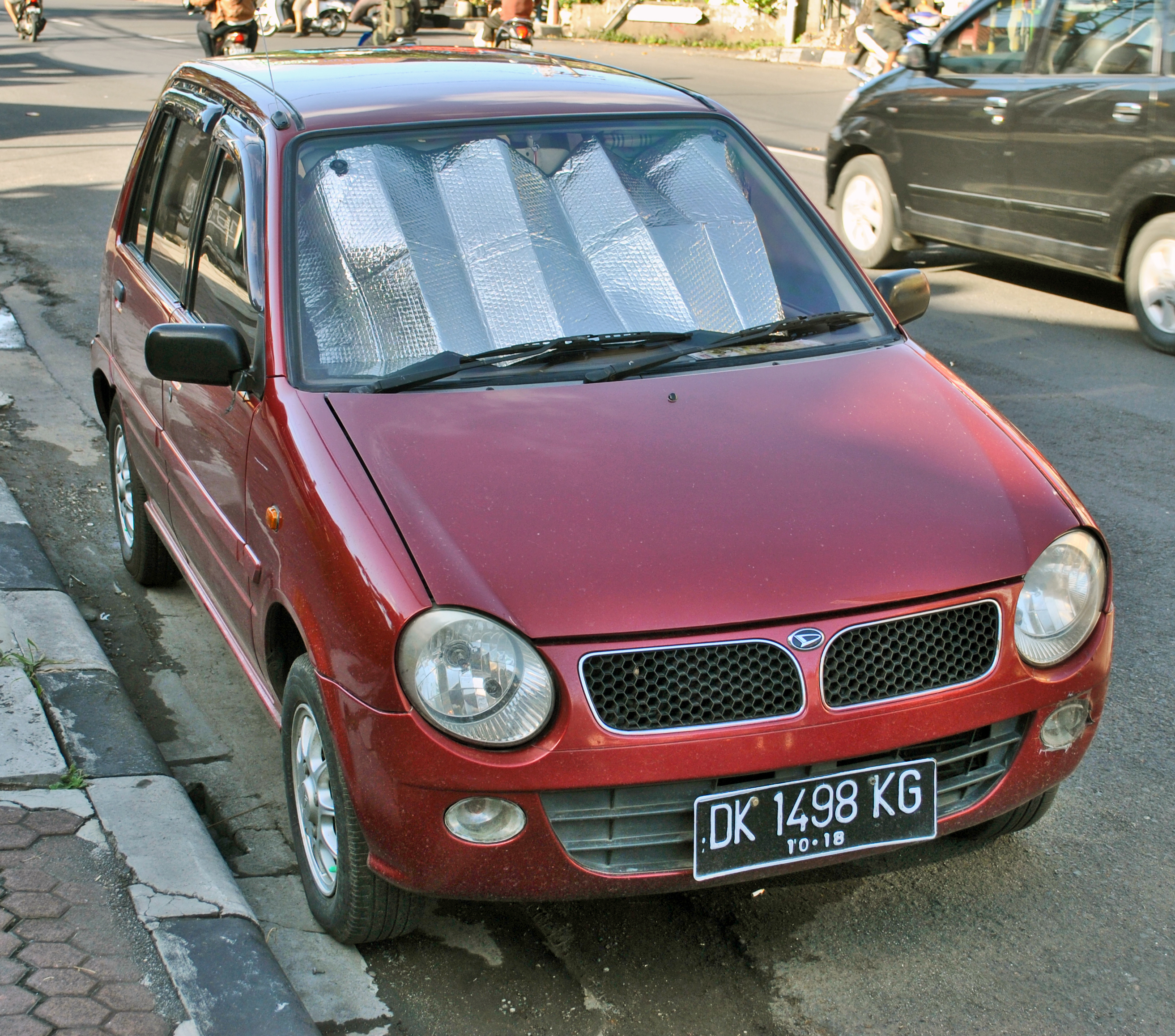
後期型 フロント
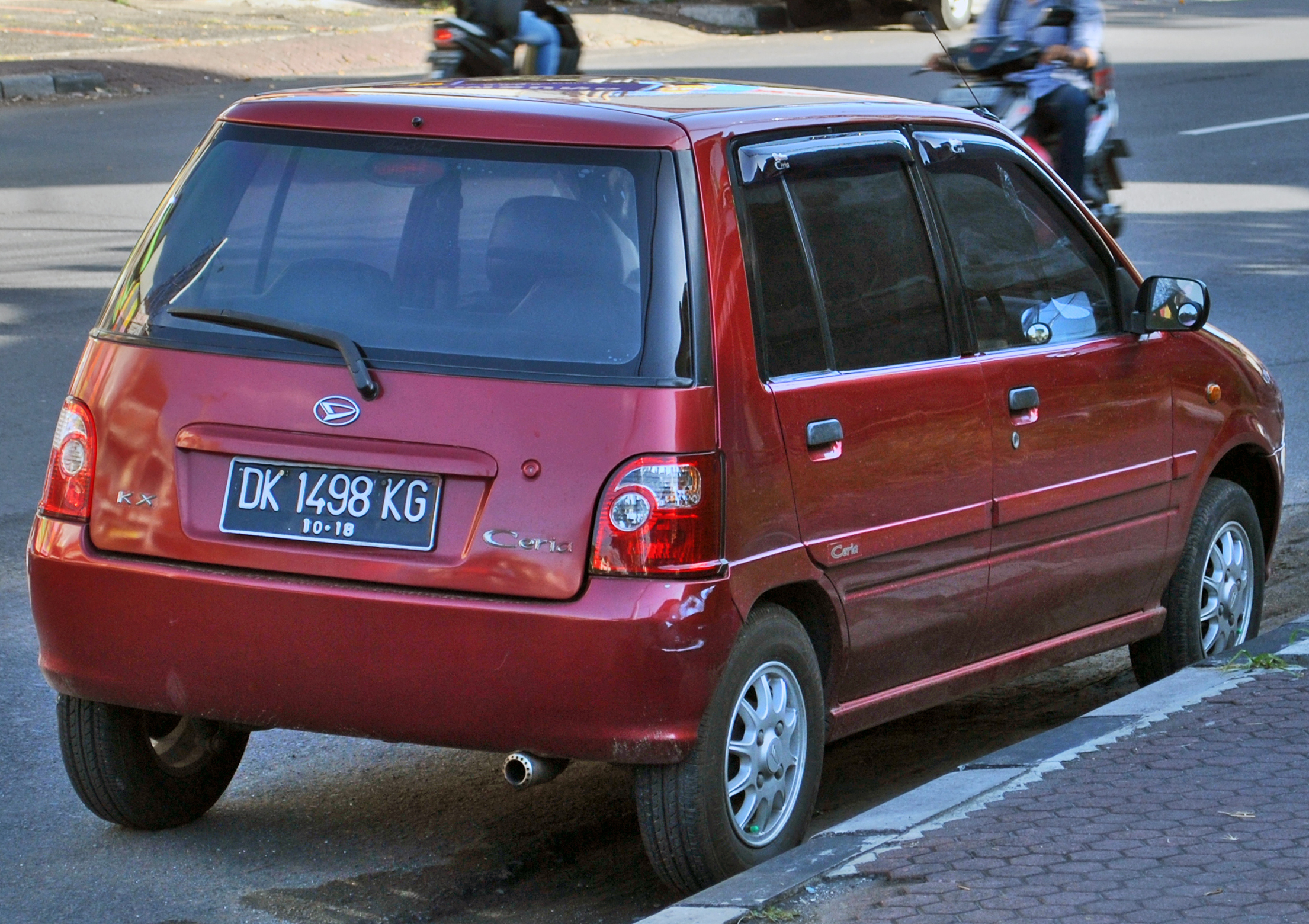
後期型 リア